# Wolfgang Bühne
Wolfgang Bühne (* 18. Mai 1946) ist ein deutscher Evangelist,  Verleger, Buchhändler und Autor evangelistischer und apologetischer Literatur. Er gehört der Brüderbewegung an.

## Leben und Wirken
Bühne stammt aus einem christlichen Elternhaus und wuchs in Schwelm auf. Bis zu seinem 15. Lebensjahr war er an Glaubensfragen nicht interessiert. Durch das Lesen der Biografie des Essener Jugendpastors Wilhelm Busch über dessen Bruder Johannes sei Bühne dann aber Christ geworden.
Nachdem er in Wuppertal eine Drogistenlehre absolviert hatte, begann er 1968 als Evangelist mit einer missionarischen Jugendarbeit in Schwelm. Diese Arbeit setzte sich im von ihm 1972 gegründeten „Freizeitheim Schoppen“ in Meinerzhagen fort, ab 1974 als gemeinnütziger Verein.
1972 gründete er dort zudem die „Christliche Buchhandlung Bühne“. 1983 entstand daraus der Verlag Christliche Literatur-Verbreitung mit Sitz in Bielefeld, wo Bühne bis heute in der Leitung aktiv ist. Seit 1970 ist er Schriftleiter der von ihm gegründeten Zeitschrift fest und treu, die zuvor ab 1968 unter dem Namen Bibelkurs erschien. Er bearbeitete eine Reihe Schriften von Charles Haddon Spurgeon. In Missionsländern wie China und Honduras engagiert er sich bei der Schulung von Mitarbeitern und dem Aufbau evangelistischer Literaturarbeit. Er gehört dem „Arbeitskreis bibeltreuer Publizisten“ an und zählt zu den Unterstützern der „BibelBekenntnis-Konferenz Wittenberg 2017“.

## Privates
Wolfgang Bühne ist seit 1969 mit seiner Frau Ulla verheiratet. Das Ehepaar hat sieben Kinder, darunter die Autorin Tabitha Bühne, wohnt in Meinerzhagen und gehört dort der Brüdergemeinde „Christliche Gemeinde Schoppen“ an.

## Veröffentlichungen
- Sich selbst lieben? Freundschaft, Liebe, Sexualität – und die Nachfolge Jesu, Verlag und Schriftenmission der Evangelischen Gesellschaft für Deutschland, Wuppertal 1986, ISBN 978-3-87857-213-8.
- Ich bin auch katholisch – die Heilige Schrift und die Dogmen der Kirche, Christliche Literatur-Verbreitung, Bielefeld 1988, 5. Aufl. 2006, ISBN 978-3-89397-122-0.
- Spiel mit dem Feuer, Christliche Literatur-Verbreitung, Bielefeld 1989, ISBN 978-3-89397-210-4.
- Wenn Gott wirklich wäre ..., Christliche Literatur-Verbreitung, Bielefeld 1994, 11. Auflage 2020, ISBN 978-3-86699-409-6.
- Kann denn Liebe Sünde sein? Freundschaft, Liebe, Sexualität – und die Nachfolge Jesu, Christliche Literatur-Verbreitung, Bielefeld 1995, ISBN 978-3-89397-763-5.
- Die Propheten kommen, Christliche Literatur-Verbreitung, Bielefeld 2. Aufl. 1995, ISBN 978-3-89397-240-1.
- Die Ruhe der Rastlosen, Christliche Literatur-Verbreitung, Bielefeld 1996, ISBN 978-3-89397-780-2.
- Zum Leben befreit, Christliche Literatur-Verbreitung, Bielefeld 1997, ISBN 978-3-89397-768-0.
- Das Gebetsleben Jesu: Ermutigung und Herausforderung, Christliche Literatur-Verbreitung, Bielefeld 2011, ISBN 978-3-86699-312-9.
- Hiskia: Der Mann, der Gott vertraute, Christliche Literatur-Verbreitung, Bielefeld 2013, ISBN 978-3-86699-318-1.
- Elisa: Einer von Gottes Segensträgern, Christliche Literatur-Verbreitung, Bielefeld 2018, ISBN 978-3-86699-373-0.
- Siegfried Koll – der verfolgte, aber nicht verlassene Deutsch-Chinese, Christliche Literatur-Verbreitung, Bielefeld 2020, ISBN 978-3-86699-757-8.
- Ich pfeif auf deine Frömmigkeit! Schwelm, Stukenbrock, Schoppen – Stationen einer Geschichte, wie nur Gott sie schreiben kann, Christliche Literatur-Verbreitung, Bielefeld 2023, ISBN 978-3-86699-690-8.

als Mitautor
- mit Wolfgang Dyck: Vom Knast zur Kanzel: Das Leben des Wolfgang Dyck, Verlag und Schriftenmission der Evangelischen Gesellschaft für Deutschland 1976; CLV, Bielefeld 11. Auflage 2024, ISBN 978-3-89397-407-8.
- mit Andreas Alt: Fußball – das Spiel des Lebens, Christliche Literatur-Verbreitung, Bielefeld 2006, 4. überarb. Auflage 2010, ISBN 978-3-89397-555-6.

als Herausgeber
- Die Fessel der Freien. Nicht nur der Tod hat die Antwort auf das Leben, Verlag der Evangelischen Gesellschaft für Deutschland, Wuppertal 1981, ISBN 978-3-87857-169-8.
- Sören Kierkegaard: Christenspiegel. Eine Auswahl, R. Brockhaus, Wuppertal 1982, ISBN 978-3-417-24061-0.
- Ruhe der Rastlosen: Aussteiger berichten, Christliche Literatur-Verbreitung, Bielefeld 1983, ISBN 978-3-89397-101-5.
- Sehnsucht der Betrogenen. Bekenntnisse, Christliche Literatur-Verbreitung, Bielefeld 1987, 6. Aufl. 1992, ISBN 978-3-89397-111-4.
- Zum Dasein verflucht? Zeugnisse der Hoffnung, Christliche Literatur-Verbreitung, Bielefeld 1990, ISBN 978-3-89397-137-4.
- Sören Kierkegaard: Tatort Christenheit: eine Auswahl, Christliche Literatur-Verbreitung, Bielefeld 1998, ISBN 978-3-89397-265-4.
- Tanz am Abgrund, Christliche Literatur-Verbreitung, Bielefeld 2001, ISBN 978-3-89397-470-2.
- Das Glück der Verlorenen: Bekenntnisse, Christliche Literatur-Verbreitung, Bielefeld 2010, ISBN 978-3-86699-131-6.